# François Lamy (explorateur)
Pour les articles homonymes, voir François Lamy et Lamy.
François Lamy, ou Amédée Lamy, dit le commandant Lamy, né le 7 février 1858 à Mougins (Alpes-Maritimes) et mort au combat le 22 avril 1900 lors de la bataille de Kousséri au Cameroun, est un officier explorateur français.

## Biographie

### Famille
François Lamy est le fils du lieutenant de vaisseau Joseph Sosthène Lamy (1818-1891), originaire de Nancy, et d'Élisabeth Giraud, issue d'une vieille et notable famille provençale, dont le père Louis Giraud, notaire, avait épousé une Grassoise Honorine Courmes, cette dernière était la fille de Claude-Marie Courmes, maire de Grasse de 1830 à 1835.

### Militaire colonial
Très jeune, Amédée veut être colonial et soldat. Il entre à 10 ans au Prytanée militaire, obtient le grand prix de géographie au concours général des lycées et collèges de province. Élève à l'École spéciale militaire de Saint-Cyr (1878-1880), 63e promotion : des Zoulous
Il commence sa carrière en 1880 en partant comme sous-lieutenant au 1er régiment de tirailleurs algériens. Il découvre l'Afrique saharienne, participe à la colonisation française en Tunisie puis part au Tonkin en 1884 et y reste jusqu'en 1886. Il est fait chevalier de la Légion d'honneur en mai 1885.
Revenu à Alger en 1887 comme officier d'ordonnance du général commandant la division d'Alger, il renoue avec le Sahara et notamment le méhari dont il prouvera les avantages.
Le désert le fascine et il apprend à vivre avec peu : 
« Personnellement, je ne serai vraiment heureux que lorsque je pourrai vivre sans boire ni manger. En ce moment, je m'entraîne à ce genre d'existence, mais je ne suis arrivé qu'à des résultats médiocres. Je suis encore obligé de manger plus de six dattes à mes repas : c'est désolant ! »
Il participe à la mission Le Chatelier en 1893, chargée de l'étude d'un projet de voie ferroviaire entre la côte et Brazzaville, ainsi que d'études botaniques, géologiques et géographiques. C'est Alfred Le Chatelier qui lui présente Fernand Foureau avec qui il montera la mission Foureau-Lamy en 1898 qui doit rallier Alger et le lac Tchad.
C'est lors de cette mission, ayant rejoint la mission Joalland-Meynier et la mission Gentil, lors de l'affrontement final avec Rabah à Kousséri, que Lamy, alors commandant et chef de sept cents fusils, trente cavaliers et quatre canons, est grièvement blessé. Il meurt le soir même, à quarante-deux ans, au côté du lieutenant Meynier blessé, dans le chaland remontant les blessés à Kousséri. Gentil écrit :
« Bien que prévue, cette nouvelle nous atterra. Ce valeureux soldat, que javais vu le matin même si plein de vie, donnant ses ordres d'une façon si nette, n'était plus qu'un cadavre. Ah ! la victoire qu'il nous avait donnée, coûtait bien cher ! Ses soldats avaient perdu en lui un chef admirable, et le pays, un de ses plus brillants officiers. Pourquoi fallait-il qu'un triomphe aussi complet fût assombri par un pareil deuil ! »
Lamy est alors inhumé dans le cimetière de Kousséri avant d'être ensuite déplacé dans le carré militaire du cimetière de Farcha un quartier de N'Djaména, où il repose encore aujourd'hui.

## Hommages
- Fort-Lamy, actuelle capitale du Tchad (N'Djaména, depuis 1973) fut fondée par Émile Gentil le 29 mai 1900 qui lui donna ce nom en sa mémoire.

- Monument du Commandant-Lamy, Alger,
- Monument du Commandant-Lamy, N'Djaména,
- Monument du Commandant-Lamy, Mougins
- Place du Commandant-Lamy, 06250 Mougins
- Avenue du Commandant-Lamy, 06250 Mougins
- Impasse du Commandant-Lamy, 06250 Mougins
- Rue du Commandant-Lamy, 75011 Paris
- Rue du Commandant-Lamy, 92400 Courbevoie
- Rue du Commandant-Lamy, 51100 Reims
- Rue du Commandant-Lamy, 06110 Le Cannet
- Rue du Commandant-Lamy, 62300 Lens
- Rue du Commandant-Lamy, 89000 Auxerre
- Rue du Commandant-Lamy, 13007 Marseille
- Rue du Commandant-Lamy, Casablanca Maroc
- Place Commandant-Lamy, 83000 Toulon
- À Cannes, il existe la place du Commandant-Lamy sur laquelle débouchent la rue d'Alger, la rue d'Oran, la rue de Constantine et la rue de Bône.
- Une ancienne caserne portait son nom à Longuyon en Meurthe-et-Moselle

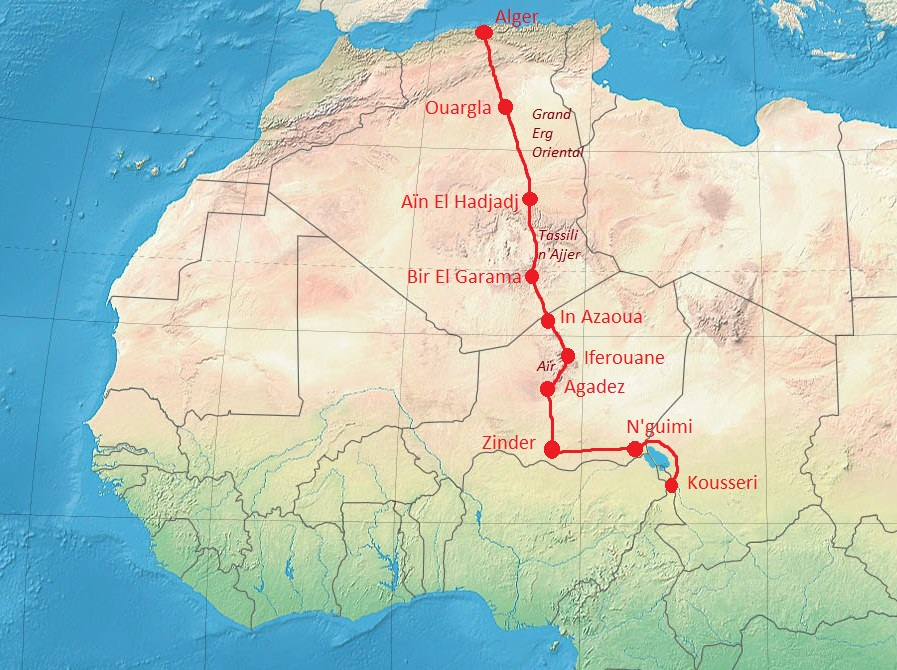
Mission Foureau-Lamy en 1898
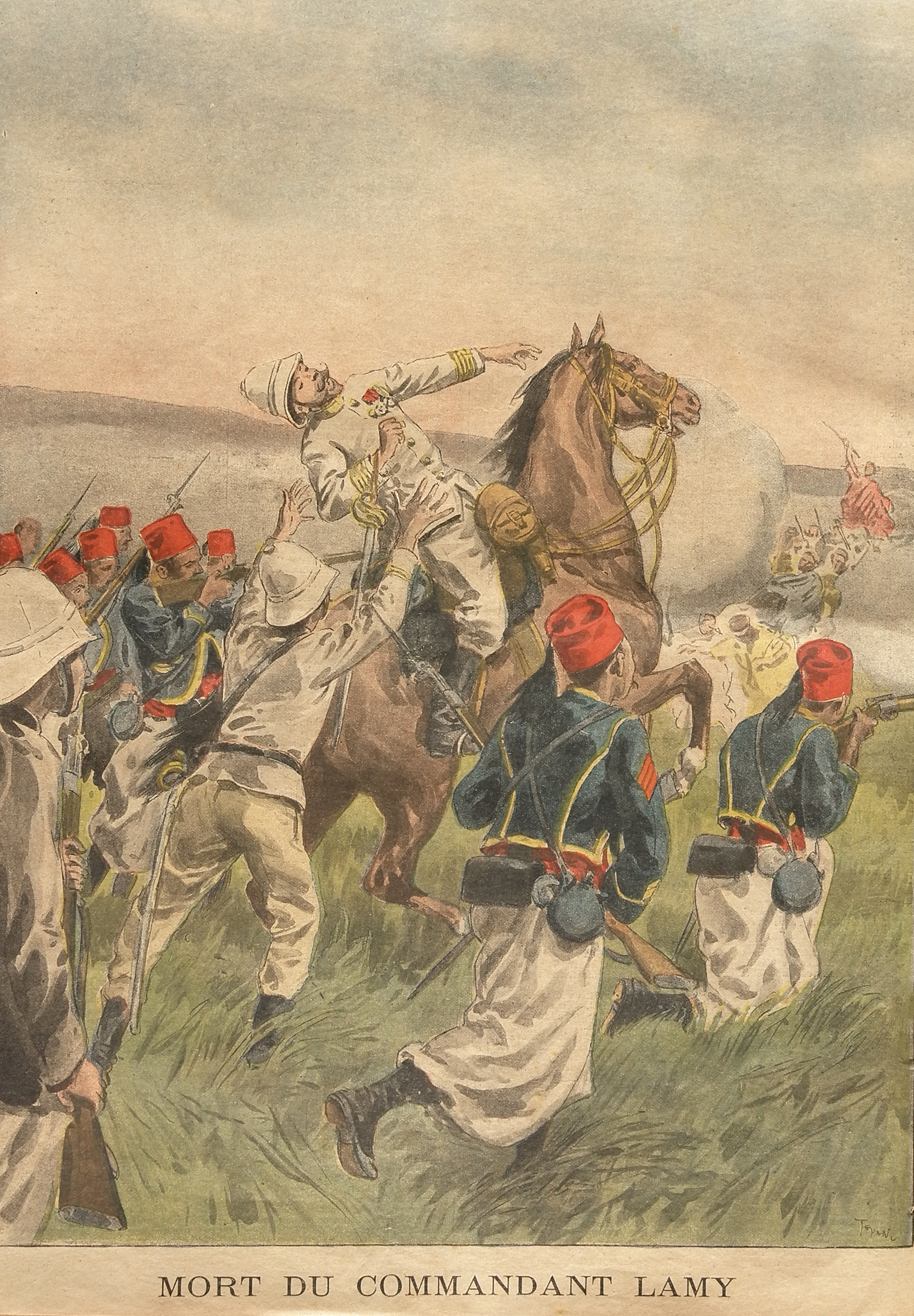
Mort du commandant Lamy à Kousséri
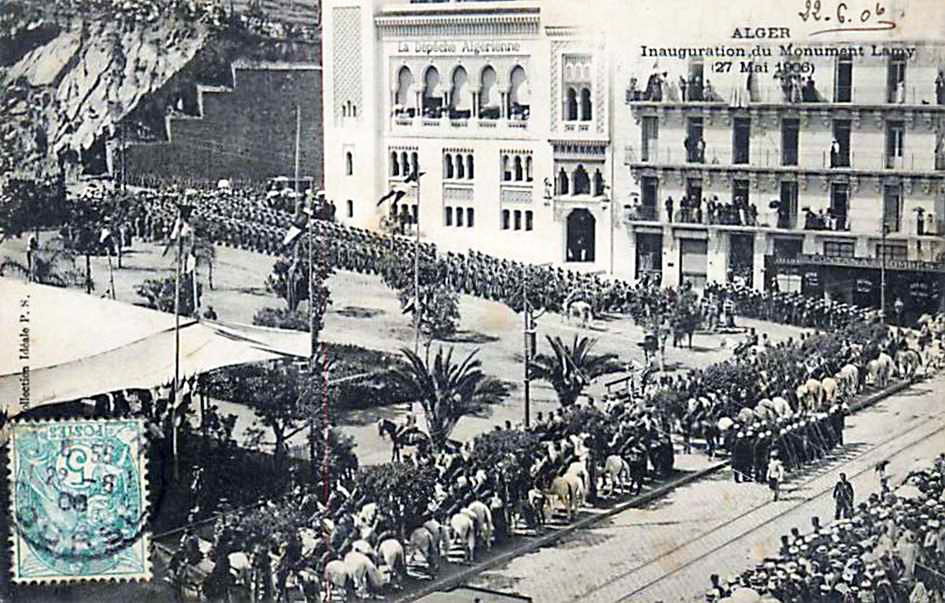
Inauguration du monument Lamy à Alger
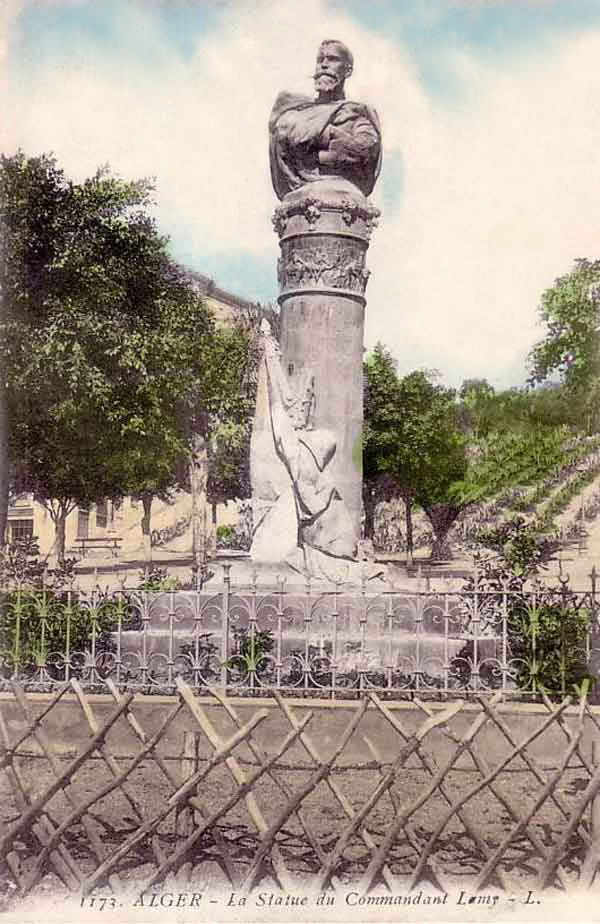
Statue du monument Lamy à Alger
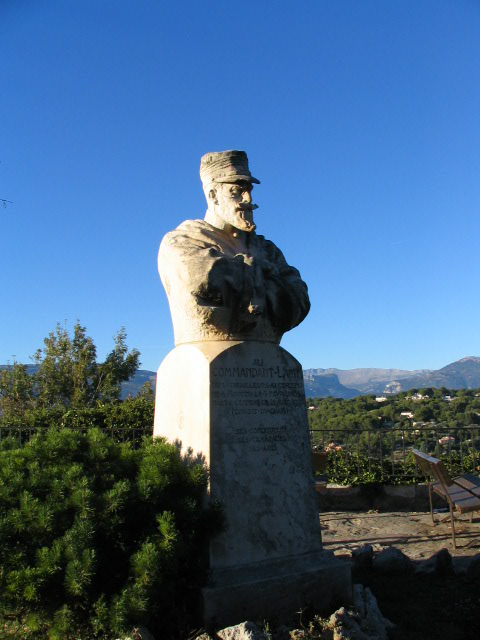
Mémorial du commandant Lamy à Mougins